# Escayola

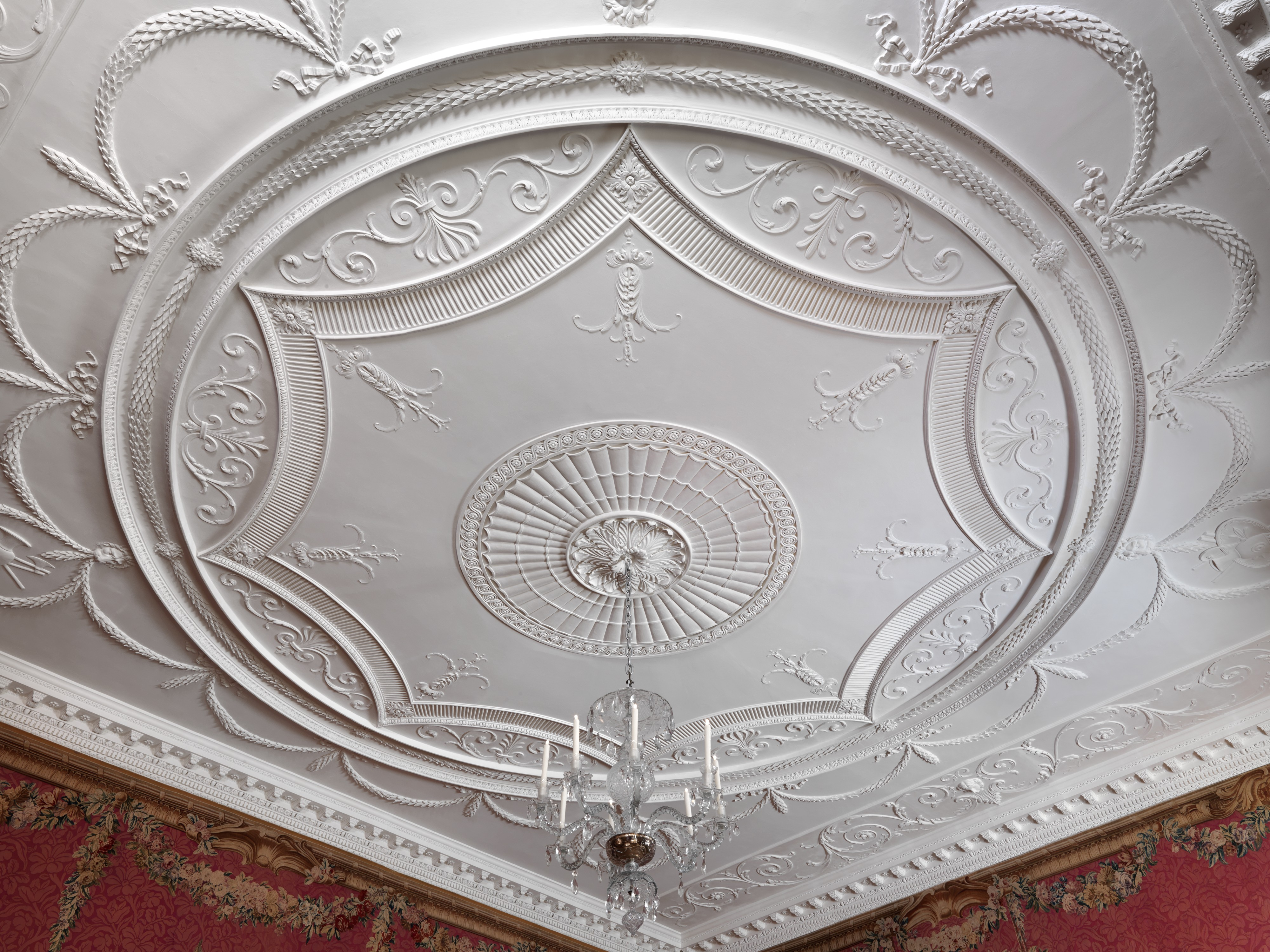
Techo decorado con elementos de escayola (1763–71), en el Museo Metropolitano de Arte de Nueva York.

La escayola es un producto industrial, un yeso de alta calidad y grano muy fino, con pureza mayor del 80% en sulfato de calcio hemihidratado (CaSO4·½H2O), que se obtiene del yeso natural o aljez.
El término proviene del italiano Scaglióla, diminutivo de Scáglia, del latín Scaliolae, una piedra blanda ligeramente parecida al talco.
Hasta principios del siglo XIX se entendía por escayola una mezcla de yeso con yeso espático, amasado con agua de cola. Desde el punto de vista tradicional la diferencia entre yeso y escayola es su pureza en aljez y diferente granulometría (la escayola es más fina). Mientras que el yeso tiene pureza mayor del 70%, la escayola ha de tener pureza mayor del 90%.
Desde el punto de vista industrial no existe diferencia entre yeso y escayola: yeso o escayola de proyectar, yeso o escayola de acabado, etc.
Una vez fraguada, la composición química de la escayola es mayoritariamente sulfato de calcio dihidratado: CaSO4·2H2O junto con restos de yeso industrial (sulfato de calcio hemihidrato, CaSO4·½H2O) y anhidrita en fase III (CaSO4), cuya mayor o menor proporción le confieren características diferentes.

## Formas de utilización
- En pasta: la escayola se presenta en estado pulverulento, envasada en sacos de unos 20 kg. Amasada con agua se usa en enlucidos donde se requiere un acabado muy fino (acabados sobre guarnecidos de yesos bastos), sujeciones (generalmente junto con esparto, etc.) Mezclada con aditivos se utiliza para estucados.
- Conformado: la escayola se moldea en fábrica o taller con formas diversas, para la confección de elementos decorativos: columnas, bustos, molduras, e incluso muebles.
- En planchas: la escayola se mezcla con micro-fibra de vidrio para formar placas con aceptable resistencia. Se utilizan para la elaboración de falsos techos o paneles para divisiones de espacios interiores.
- Mezclada con perlita se aligera y le da propiedades especiales para su uso como aislante, protección contra el fuego, etc.
- También al mezclar al 3 o 7% con pegamento de escayola, se consigue un retardo en el fraguado del material para su aplicación en enlucidos finales.

## Escayola para obtención de moldes

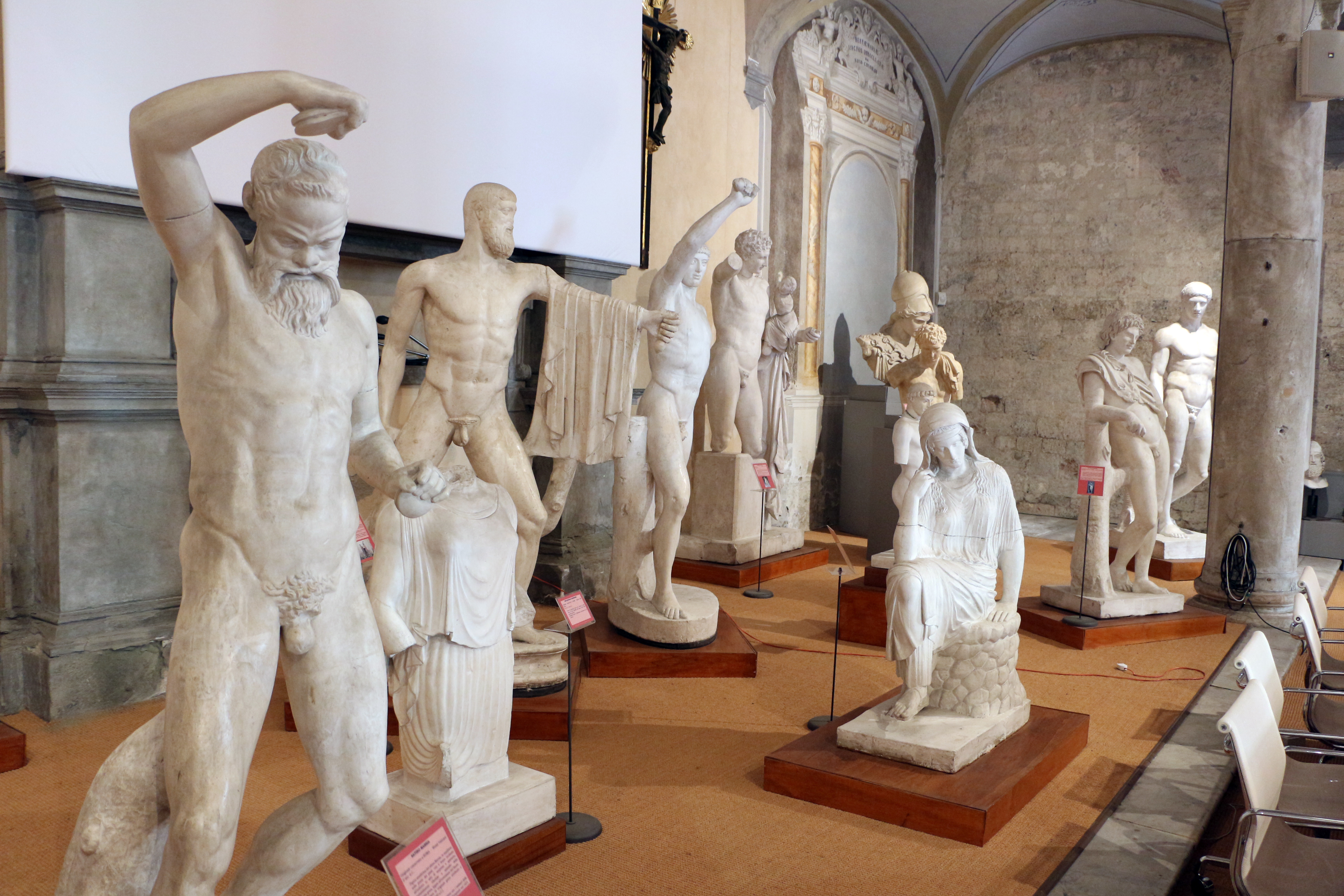
Colección de reproducciones de esculturas en escayola

La escayola se utiliza para la fabricación de moldes en la producción de cerámica, por los procedimientos de "apretón", colado, torneado y prensado RAM. En esta aplicación se aprovecha la capacidad de absorción, por parte de la escayola, del agua contenida en el barro, lo cual facilita el moldeo y confiere dureza y solidez a la pieza reproducida.
También se utilizan moldes de escayola para la reproducción de esculturas y otros volúmenes en materiales diversos como resinas, papel encolado, poliuretanos, látex, escayola, siliconas e incluso metales de bajo punto de fusión.
Existen distintos tipos de escayolas especiales: tipos beta y alfa (estas últimas con aditivos) adecuadas para variadas aplicaciones.

## Escayola para obtención de piezas

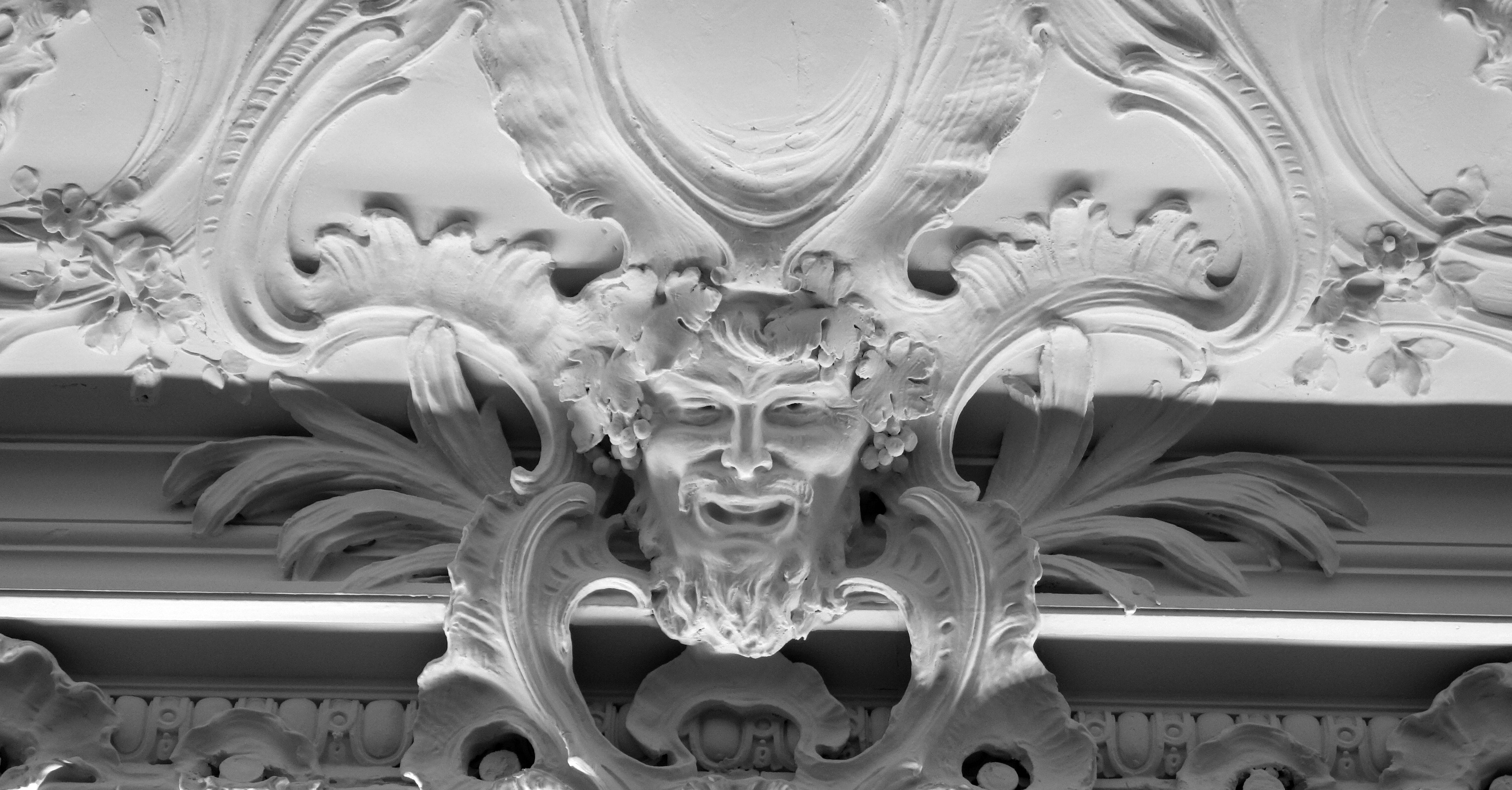
Diferentes elementos de escayola en un techo barroco

La escayola también es muy utilizada hoy en día, en la decoración de paredes y techos a través de piezas prefabricadas en este material, antiguamente era el esparto el componente de refuerzo utilizado en este material, pero hoy en día también se utilizan compuestos más modernos como fibras de vidrio o mallas de este último material de no más de 0,5 mm de cuadrícula.
Las piezas que se pueden fabricar, varían según el estado de exigencia del proyecto que se desee a ejecutar pero también se dispone de piezas prefabricadas en el mercado: molduras, cornisas, frisos, aleros, florones, plafones, cielos rasos, escocias, candilejas, baquetones, impostas, balaustres, hornacinas, columnas, pilastras, capiteles o tabiques.